# 152 км (пост)
152 кіломе́тр — залізничний пасажирський пост Луганської дирекції Донецької залізниці.
Розташований на залізничній розвилці, Сорокинський район, Луганської області на перетині ліній Родакове — Ізварине між станціями Сімейкине (5 км), Краснодон (8 км) та Сімейкине-Нове (2 км).
Через військову агресію Росії на сході Україні транспортне сполучення припинене.